# Castell de Muntanyola
El Castell de Muntanyola o Mas el Castell és un mas amb elements del segle xvi i una capella del segle xviii, edificats sobre les runes d'un castell destruït per un terratrèmol el 1448. La masia és de planta rectangular coberta a dos vessants i amb el portal orientat a SW, adovellat. A la part dreta hi ha unes voltes avui destinades a corrals. S'accedeix a aquest sector de l'edificació mitjançant un portal que tanca la lliça i sota uns arcs de totxo que sostenen al damunt unes galeries de dos pisos cobertes a dos vessants. Al damunt del portal adovellat, el qual no es troba al centre de l'edificació, hi ha una finestra amb motllures goticitzants. A la part de tramuntana hi ha una altra finestra que coincideix a nivell de primer pis. En aquest mur cal destacar-hi unes finestres esculturades en les quals hi ha la silueta d'un castell. L'estat de conservació és bo malgrat alguns afegitons que desmereixen l'edificació.

## Història
Aquest mas va reemplaçar l'antic Castell de Muntanyola, que fou enderrocat durant el terratrèmol de 1448. Hi ha, però, diferents elements reaprofitats de l'anterior construcció. El Castell no apareix documentat fins a 1033, si bé el seu vicari apareix ja en documents de 1013. La família Muntanyola esdevé la dels Montcada més tard, per canvi de nom. L'any 1198 Guillem Ramon de Montcada vengué tot el que posseïa al castell i terme de Muntanyola. Així perdurà sota el domini de la canònica de Santa Maria de l'Estany, i quan les canòniques catalanes foren secularitzades el 1596 passà a les Cinc Dignitats Reials, que regiren el terme del castell de Muntanyola fins a la desaparició dels senyorius jurisdiccionals. El mas Castell és esmentat al fogatge de 1553 de la parròquia i terme de Muntanyola. El mas que substituí el castell al segle xv fou reformat i ampliat al xviii, tal com indica el portal d'entrada (amb la data 1748) i els porxos (1757). Al costat hi ha una capella, de la qual es tenen notícies des del segle xi.